# Maximilian Hitzelberger

Zunftbuch-Einträge 1720/1725 wegen Maximilian Hitzelberger

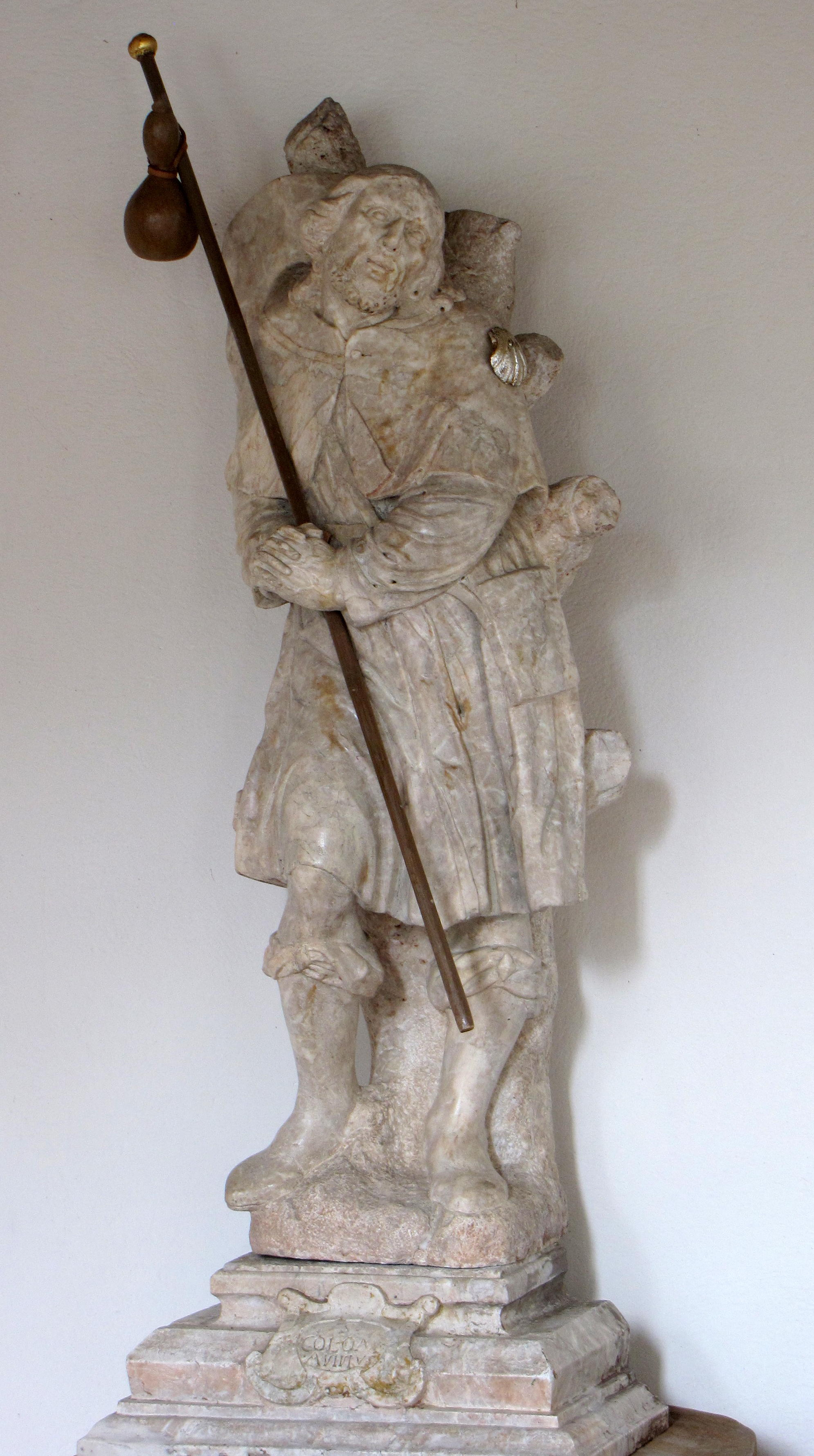
Hl. Coloman in der Kapelle Pfronten-Ösch

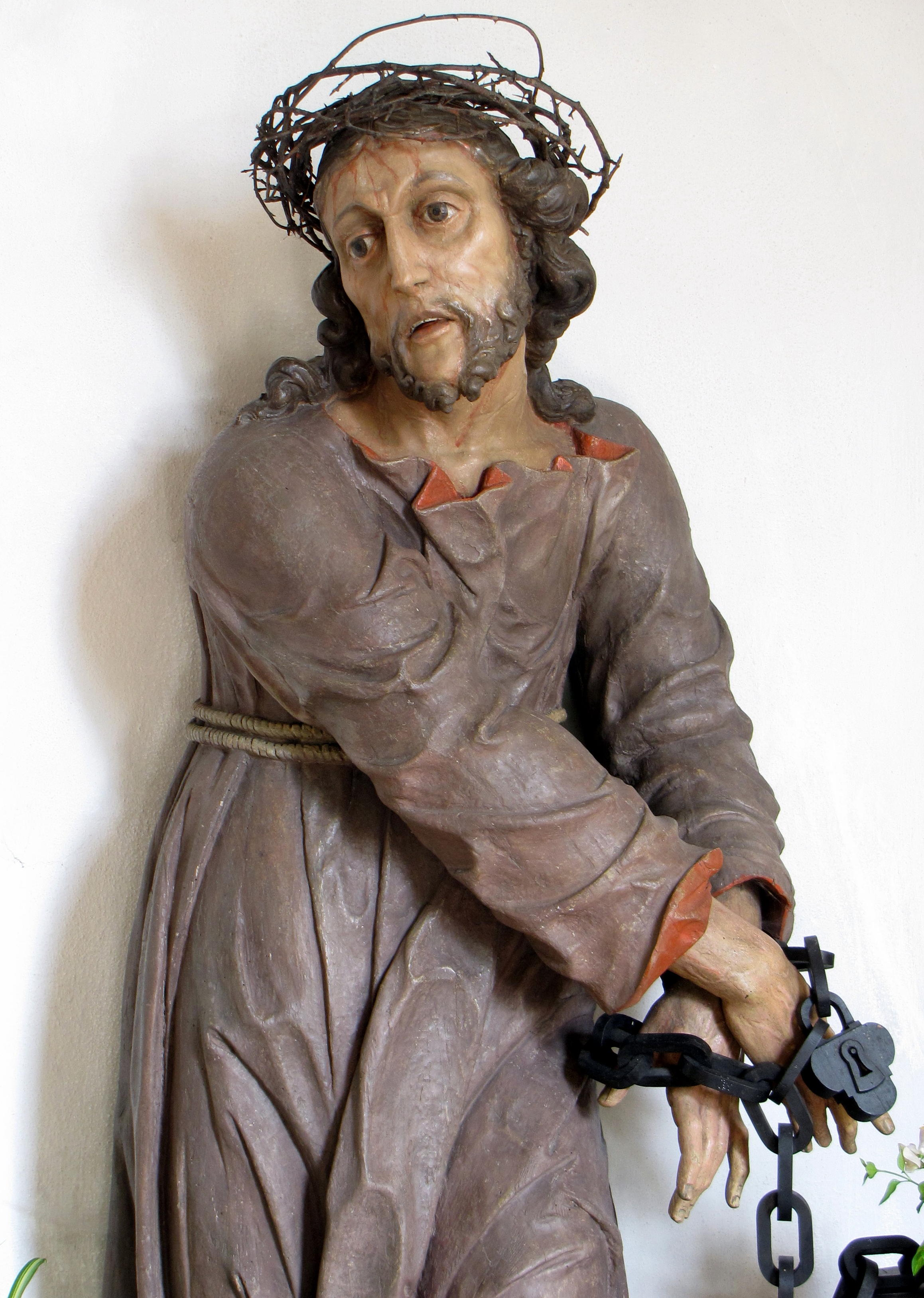
Kerkerchristus in der Filialkirche Pfronten-Kappel

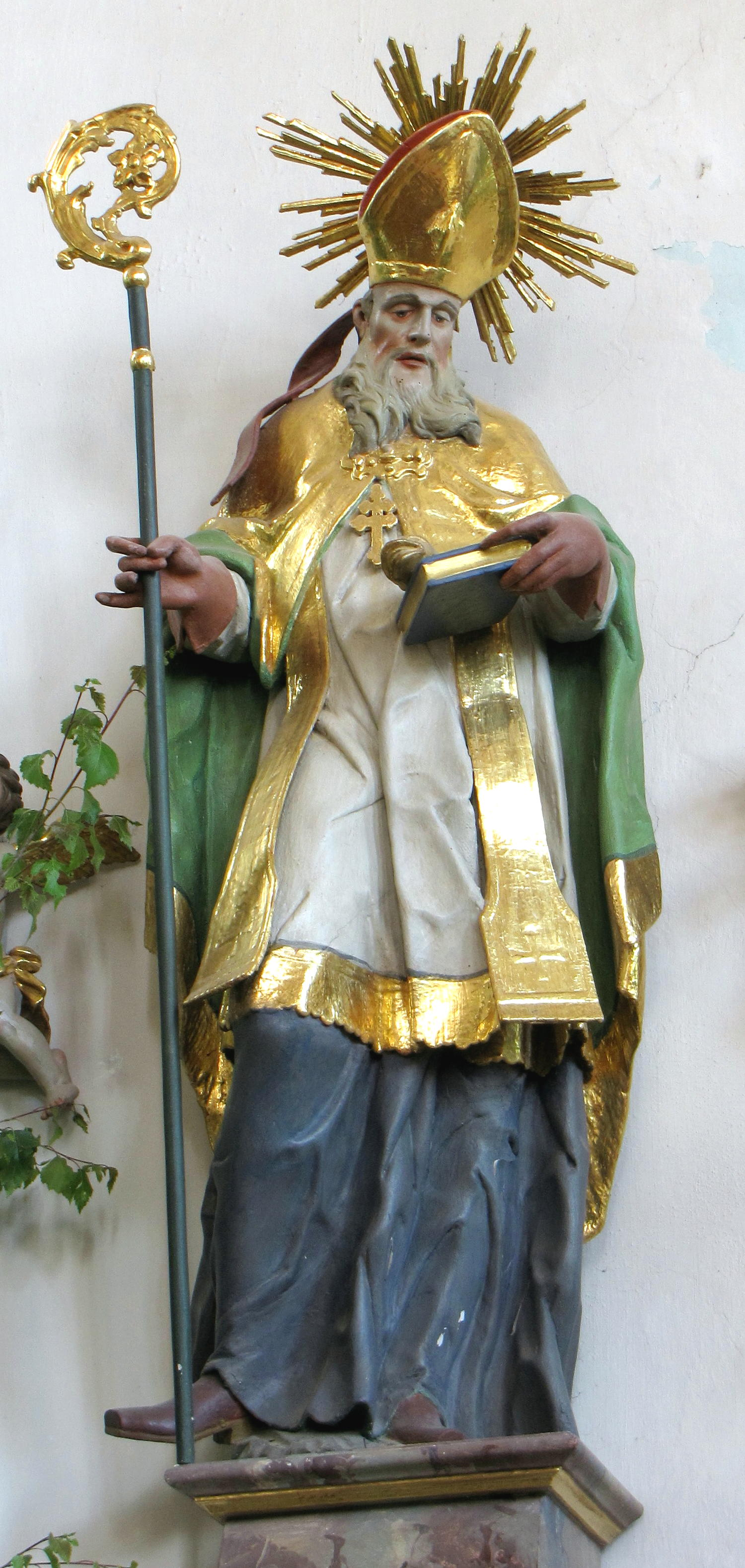
Hl. Ulrich in der Pfarrkirche Ketterschwang

Kirchenrechnung von Ketterschwang, 1757

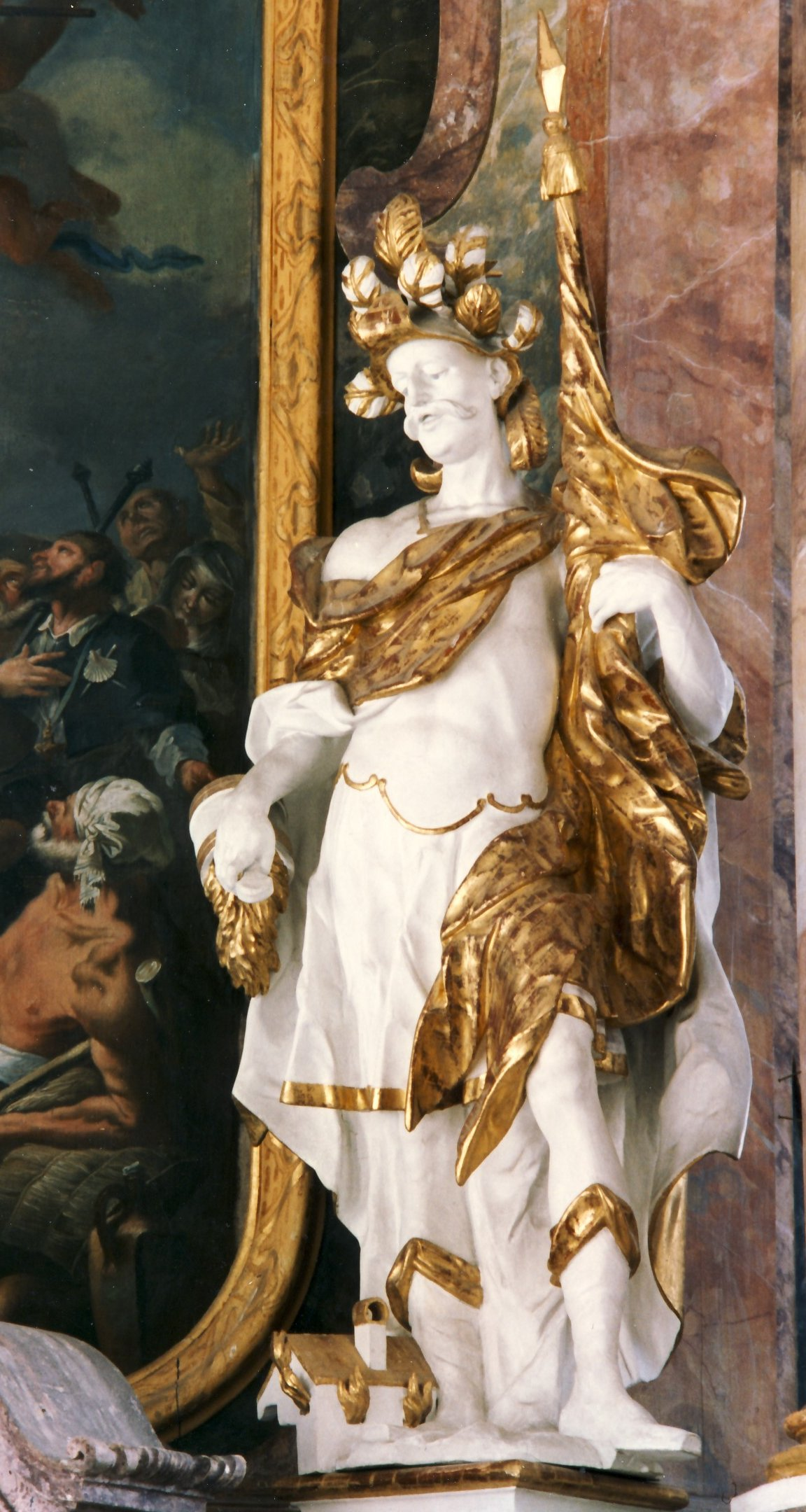
Hl. Florian in der Kirche St. Georg auf dem Auerberg

Maximilian Hitzelberger (* 20. Oktober 1704 in Pfronten; † 3. August 1784 in Pfronten) war ein süddeutscher Rokokobildhauer. Daneben bekleidete er auch jahrzehntelang das Amt des Pfarrmesners. Sein Sohn Johann Sigmund Hitzelberger (1745–1829) übte ebenfalls beide Berufe gleichzeitig aus. Als Bildhauer übertraf dieser seinen Vater zwar nicht an Können, wohl aber an Ansehen.

## Leben
Maximilian Hitzelberger war der zweite Sohn des Mesners Johannes Hitzelberger und dessen Frau Ursula Stapf. Zu den beiden Söhnen kamen noch drei Töchter – für die damalige Zeit eine relativ kleine Familie. Als Schwester des Michael Stapf war die Mutter eine Tante des Mang Anton und des Joseph Stapf und Maximilian somit deren Cousin.
Über das Privatleben der Hitzelberger ist praktisch nichts überliefert. Der Eintrag im Augsburger Zunftbuch der Bildhauer (siehe Abbildung!) informiert uns jedoch genau darüber, dass Maximilian – wie auch die beiden Stapf-Brüder! – seine Bildhauerlehre beim Augsburger Meister Christoph Bammer absolvierte. Beim Antritt der Lehre im Jahr 1720 war der „Maxl“ immerhin schon 16 Jahre alt. Allerdings wurde ihm von der vereinbarten fünfjährigen Lehrzeit ein halbes Jahr erlassen.
Anschließend wird sich Hitzelberger auf die übliche Gesellenwanderung begeben haben. Wie lange er unterwegs war, wissen wir nicht – aber in einem Protokoll vom 8. Mai 1735 steht zu lesen, dass sich der nicht mehr ganz junge Maximilian zu diesem Zeitpunkt (noch?) in der Fremde befand – nit wissent wo. So kann auch die sehr späte Heirat des Bildhauers nicht verwundern. Am 21. Oktober 1743 schloss Hitzelberger mit Maria Waibel von Pfronten den Bund der Ehe. Aus der Ehe gingen fünf Kinder hervor. Als zweites Kind – und erster Sohn – kam Johann Sigmund zur Welt.
Maximilian Hitzelberger erreichte das für die damalige Zeit hohe Alter von fast 80 Jahren. Nach einer lang andauernden Krankheit starb er am 3. August 1784. Der Sterbeeintrag lautet: „ex diuturno tandem morbo, et aetatis plenitudine potius consumptus, quam mortuus fuit honestus vir Maximilianus Hizelberger aedituus reverentiae ergo suos superiores, et fidelitatis rarum exemplar inumeriis provisionibus inserviens meruit etiam ipse saepius provideri et praesente D. Parocho ad superos sublevari. R. P.“ [eher verzehrt von einer zuletzt lang andauernden Krankheit und von der Fülle seines Alters als (bloß) verstorben ist der hochgeachtete Herr Maximilian Hitzelberger, Hüter der Ehrerbietung gegenüber seinen Oberen und seltenes Beispiel der Zuverlässigkeit; er hat sich zahllosen Aufgaben verpflichtet und so verdient, auch selbst öfter versorgt und im Beisein des Pfarrers auf Erden erleichtert zu werden (= mit den Sterbesakramenten versehen zu werden)].

## Werk
In der kleinen Gemeinde Pfronten gab es um die Mitte des 18. Jahrhunderts eine erstaunlich große Schar von tüchtigen Kunsthandwerkern. Unter den Bildhauern erlangten Peter Heel und die Brüder Mang Anton und Joseph Stapf überregionale Bedeutung. Dies war dem bescheidenen Maximilian Hitzelberger nicht vergönnt, der seine Figuren mit 1½ Gulden pro Schuh abrechnete, wogegen Peter Heel z. B. in Wolfegg das Doppelte forderte.
Gleichwohl beherrschte Maximilian Hitzelberger sein Handwerk souverän, und zwar sowohl in der Bearbeitung von Holz wie auch von Stein. Dass dies zu seiner Zeit auch bekannt war, beweist ein Eintrag im Aufschreibbuch des ehem. Klosters St. Mang in Füssen. Dort wird Hitzelberger gar als „virtuoser Bildhauer“ bezeichnet.
In seiner Frühzeit hat Maximilian Hitzelberger allem Anschein nach auch eine Weile in der Füssener Werkstatt des berühmten Anton Sturm gearbeitet. Auch später wurde der tüchtige Handwerker von seinen Kollegen offenbar gelegentlich mitbeschäftigt, wenn es umfangreichere Aufträge zu erfüllen galt. Bemerkenswert oft finden wir Figuren von Hitzelberger an den Stuckmarmoraltären Joseph Fischers.
Spätestens nach dessen Heirat im Jahr 1773 führte Maximilian seine Werkstatt wohl auch mehrere Jahre lang gemeinsam mit seinem Sohn Johann Sigmund. Die genannten Umstände machen es nahezu unmöglich, alle Arbeiten der beiden Hitzelberger und ihrer Pfrontener Kollegen sicher zu unterscheiden.
Von Hitzelberger stammt mit Sicherheit eine Vielzahl großer und auch kleinerer Kruzifixe, die sich zum Teil in Privatbesitz befinden. Im Werkverzeichnis werden sie nicht einzeln aufgeführt. Dies gilt auch für mehrere lebensgroße Darstellungen des Heilands an der Geißelsäule, die ihm zugeschrieben werden (z. B. in Pfronten-Berg, Bidingen, Geisenried, Pfronten-Kappel, Ketterschwang, Rückholz, Seeg und Eisenberg-Stockach).

## Werkverzeichnis
Das Verzeichnis ist notwendigerweise unvollständig. Archivalisch belegte Arbeiten sind gekennzeichnet (arch.).
- um 1740: Pfronten-Röfleuten, Kapelle St. Johannes Evangelist: Maria und Johannes einer Kreuzgruppe
- vor 1741(?): Vils (Tirol),  Stadtpfarrkirche Mariä Himmelfahrt: 2 Hochaltarfiguren
- 1741: Pfronten-Oesch, Kapelle St. Coloman: Kalksteinfigur des Kirchenpatrons (arch.)
- um 1748: Hohenfurch, Pfarrkirche Mariä Himmelfahrt: 2 Hochaltarfiguren
- um 1750: Pfronten-Halden: Magnussäule
- um 1750: Füssen, Franziskanerkloster: Kreuzigungsgruppe
- um 1750: Pfronten-Heitlern, Filialkirche St. Leonhard: 2 Seitenaltäre samt Altarplastik
- 1752: Füssen, Kloster St. Mang: 2 rähmlen (arch.)
- 1754: Heiterwang (Tirol), Pfarrkirche Mariä Himmelfahrt: Hochaltarfiguren
- 1756: Pfronten-Ried, an der Vils: steinerne Betsäule auf Sockel
- 1757: Ketterschwang, Pfarrkirche St. Jakobus maior: 4 Hochaltarfiguren (arch.)[6]
- 1758: Burggen, Filialkirche St. Anna: Hl. Paulus und Putten für die Kanzel (arch.)
- um 1760: Vils (Tirol), Kirche zur hl. Anna: Altarfiguren
- 1761 (?): Sachsenried, Pfarrkirche St. Martin: Figur des hl. Ulrich zum bereits bestehenden Hochaltar – das Gegenstück „Hl. Afra“ von Joseph Stapf
- um 1762: Bernbeuren-Auerberg, Filialkirche St. Georg: Hochaltarplastik
- um 1765: Füssen, Franziskanerklosterkirche St. Stephan: Hochaltarplastik
- 1770: Seeg-Schwarzenbach, Kapelle St. Coloman: Altar
- um 1775: Elbigenalp (Tirol), Pfarrkirche zum hl. Nikolaus: Seitenaltarplastik des hl. Ulrich